# Uitzonderingsclausules in de Europese Unie

Lidstaat met uitzonderingsclausules
Lidstaat zonder uitzonderingsclausules

Een uitzonderingsclausule in de Europese Unie, ook uitstapmogelijkheid of opt-out genaamd, is een recht dat in de praktijk is ontstaan, waarbij een bepaalde lidstaat van de Unie, voorafgaand aan de ondertekening of ratificatie van een Verdrag dat de Unie betreft, de mogelijkheid bedingt niet aan alle onderdelen gebonden te zijn, of na inwerkingtreding van het verdrag te kunnen besluiten op vooraf afgesproken onderdelen niet gebonden te zijn. In het eerste geval kan ook een opt-inbepaling worden afgesproken. Alle lidstaten moeten instemmen met een van de verdragstekst tekst afwijkende regeling. De eerste uitzonderingsbepalingen werden in 1992 bedongen door Denemarken, als bijzondere voorwaarden om het oprichtingsverdrag van de Europese Unie, het Verdrag van Maastricht, te kunnen ratificeren. Deze uitzonderingen zijn vastgehouden in de Overeenkomst van Edinburgh.
Een uitzonderingsclausule kan door een lidstaat bedongen worden in de fase van onderhandeling met alle lidstaten over een nieuw verdrag of herziening ervan. Is op een bepaald beleidsterrein net een nieuw verdrag gesloten, zal er in de regel dus niet snel een nieuwe mogelijkheid voor onderhandeling over een uitzondering zijn.

## Rol en functie in de EU
Het recht van de Europese Unie is gebaseerd op meerdere verdragen die alle lidstaten samen zijn overeengekomen en waarvan de regels daarom ook geldig en verplichtend zijn in alle 27 lidstaten. In de loop der jaren hebben enkele landen op een moment dat dit mogelijk was, tijdens de onderhandelingsfase van een nieuw of herzien ontwerpverdrag, op een of meerdere gebieden een uitzondering bedongen. Het initiatief ging steeds uit van de betreffende lidstaat en alle andere lidstaten hebben ermee ingestemd, veelal op de voorwaarde voor de niet-deelnemende staat te ratificeren en om in te stemmen met een stapsgewijze intensivering van de samenwerking op het betreffende beleidsterrein.
De rechtsfiguur is bedacht voor de situatie waar een grote meerderheid van de lidstaten voor een bepaalde regeling is en een enkeling op onderdelen blijvende bezwaren heeft. Door met dit land op enkele onderdelen uitzonderingsbepalingen af te spreken, kan toch iedereen deelnemen en ontstaan geen impasses. De opt-out wordt door sommigen beschouwd als een vorm van tegenwerking of dwarsliggen, binnen de Europese Unie wordt het vooral ook gezien als een mogelijkheid om via diplomatieke betrekkingen de nationale belangen van een of meer lidstaten tot het gezamenlijk belang van de Europese Unie te maken en tot een verdere eenwording van Europa te komen. Het kan door de afzonderlijke lidstaten als instrument worden gebruikt om een voor de regio passende balans te vinden tussen autonomie en integratie.

## Uitzonderingen naar lidstaat
De lidstaten die uitzonderingsbepalingen hebben bedongen zijn: 
- Denemarken, bedong voor ratificatie van het Verdrag van Maastricht vier uitzonderingen wat betreft terreinen van samenwerking in de nieuw te vormen Europese Unie, vastgehouden in de Overeenkomst van Edinburgh. Het ging om de derde fase Europese Monetaire Unie (EMU), het Gemeenschappelijk Veiligheids- en Verdedigingsbeleid (CSDP), de Raad Justitie en Binnenlandse Zaken (JHA) en het Burgerschap van de Europese Unie. Bij het Verdrag van Amsterdam is afgesproken dat het alle lidstaten vrijstaat te besluiten over te gaan tot het Europees burgerschap, deze opt-out geldt sindsdien dus voor alle lidstaten. Het voorbehoud op het terrein van militaire verdediging is in 2022 na een referendum afgeschaft, de oorlog in Oekraïne heeft een ruime meerderheid van de Denen doen besluiten dat gezamenlijk beleid nodig is.[5][6]
- Ierland bedong eveneens vóór ratificatie van het Verdrag van Maastricht uitzonderingsbepalingen, het maakt geen deel uit van de Schengenzone en werkt niet samen in het gemeenschappelijk veiligheids- en verdedigingsbeleid.
- Polen, een opt-out, op het Handvest van de grondrechten van de Europese Unie.
- Zweden heeft er in de praktijk voor gezorgd geen verplichting te hebben de euro in te voeren, dit is geen uitzonderingsbepaling.
- Het Verenigd Koninkrijk had in totaal vier opt-outs toen het nog een lidstaat was.

## Uitzondering naar regeling

### Verdrag van Maastricht
De eerste uitzonderingsbepalingen voor lidstaten, die betrekking hadden op het Verenigd Koninkrijk, Ierland en Denemarken, werden vóór ratificatie van het Verdrag van Maastricht in 1993 bedongen. Met dit Verdrag werd de Europese Gemeenschap, die toen uit twaalf lidstaten bestond, omgevormd tot de Europese Unie waarvoor de lidstaten waren overeengekomen een deel van hun soevereiniteit op te geven. Het Verdrag hield een beginselverklaring in voor onder andere het creëren van een gemeenschappelijke munteenheid, de euro, het afschaffen van grenscontroles, het ontwikkelen van een gemeenschappelijk beleid op gebied van immigratie, een gemeenschappelijk veiligheids- en defensiebeleid met onder andere een Raad Justitie en Binnenlandse Zaken en het Burgerschap van de Europese Unie.
Bij een referendum in 1992 was een kleine meerderheid van de Denen tegen ratificatie, ze wilden in beginsel wel deelnemen aan de Europese Unie maar niet op alle in het Verdrag genoemde onderdelen hun soevereiniteit overdragen. Denemarken legde daarop de belangrijkste knelpunten voor aan de Europese Raad (regeringsleiders van de lidstaten) die in december 1992 in Edinburgh, Schotland, tot overeenstemming kwam Denemarken op de vier terreinen waar de meeste weerstand bestond, vrijstelling van de verplichtingen te verlenen. Voorwaarde was dat Denemarken met deze uitzonderingen zou ratificeren en zich zou inspannen om tot nadere samenwerking op de genoemde terreinen te komen. Na deze overeenkomst bedongen Engeland en Ierland ook enkele uitzonderingen.

### Verdrag van Schengen
Ierland heeft nog als enige lidstaat een opt-out op het Verdrag van Schengen en handhaaft een eigen visumbeleid. Dat lijkt  sterk op het Schengenbeleid. Denemarken had ook een opt-out, maar besloot in 2001 alsnog toe te treden tot het Schengengebied. Er zijn twee landen die deel uitmaken van de EU en (nog) geen deel uitmaken van het Akkoord van Schengen, namelijk Roemenië en Bulgarije; voor Cyprus is het verdrag nog niet in werking getreden, wat te maken heeft met de Turkse bezetting van een deel van het eiland. Roemenië en Bulgarije gaan met ingang van 31 maart 2024 deels toetreden tot de Schengenzone, het gaat om de lucht- en zeegrenzen, daarna wordt onderhandeld over verdere stappen.
- Aan de Verdragen van Schengen nemen overigens ook niet EU-landen deel, namelijk IJsland, Liechtenstein, Noorwegen, Zwitserland, Monaco, San Marino en Vaticaanstad.

### Europese Monetaire Unie
De eerste opt-out clausule die werd onderhandeld ging over deelname aan de Economische en Monetaire Unie (EMU). Denemarken en het Verenigd Koninkrijk bedongen bij totstandkoming van het Verdrag van Maastricht niet verplicht te zijn om de euro in te voeren, met de optie dat zelf alsnog te kunnen besluiten (dit is dus eigenlijk een opt-in regeling). Ze namen niet deel aan de derde fase van de invoering van de euro, die in 1999 begon en inhield dat deelnemende landen de euro als wettelijke valuta zouden invoeren en het gemeenschappelijk monetair beleid uitgevoerd zou worden door de Europese Centrale Bank. Denemarken voert nog steeds de Deense Kroon en de wisselkoers wordt door de nationale bank vastgesteld.
Er zijn nog zeven andere EU-lidstaten die geen euro hebben, te weten Bulgarije, Denemarken, Polen, Roemenië, Tsjechië, Hongarije en Zweden. Deze landen hebben echter geen opt-out voor de eurozone en zijn conform het EU-verdrag en het VwEU-verdrag verplicht lid te worden zodra zij aan alle eisen van de EMU voldoen. Een van die eisen is om minstens twee jaar lid te zijn van het Europees Wisselkoersmechanisme. In Zweden is na het houden van een referendum besloten om voorlopig geen lid te worden van het Wisselkoersmechanisme, waardoor het land een de facto opt-out voor zichzelf heeft gecreëerd. Sinds 1 januari 2023 nemen Bulgarije en Denemarken aan het WKM-II deel.

### Burgerschap van de Europese Unie
Denemarken heeft een uitzonderingsclausule bedongen op het Burgerschap van de Europese Unie en besloten om het nationaal burgerschap niet te vervangen door het Europees burgerschap. Bij het Verdrag van Amsterdam in 2009 ging de inhoud van deze opt-out voor alle lidstaten gelden.

### Ruimte van vrijheid, veiligheid en rechtvaardigheid
De ruimte van vrijheid, veiligheid en rechtvaardigheid is ingevoerd bij het Verdrag van Maastricht, ontstaan vanuit de gedachte dat het wegvallen van de grenzen grensoverschrijdende criminaliteit met zich mee zou brengen. Om die reden zijn er verschillende wetten ingevoerd over uitlevering van criminelen, immigratie en politiesamenwerking. Zowel Ierland als Denemarken hebben een opt-out bedongen op dit vlak. Ierland heeft opt-ins, wat betekent dat ze kan instappen bij bepaalde initiatieven.
Denemarken heeft een harde opt-out en kan daarom een strenger asielbeleid voeren dan andere lidstaten, maar de ruimte is begrensd door verplichtingen uit andere verdragen als het Europees Verdrag voor de Rechten van de Mens, waaraan deelname verplicht is voor elke EU-lidstaat, het VN Vluchtelingenverdrag en de Universele Verklaring voor de Rechten van de Mens. Het laatste verdrag heeft op zichzelf geen bindende werking, maar sommige beginselen ervan zijn door decennialange consequente toepassing in de praktijk en jurisprudentie, tot het internationaal gewoonterecht gaan behoren.
Denemarken en Ierland hebben in het gemeenschappelijk veiligheids- en defensiebeleid een uitzonderingsclausule voor de Politiële en justitiële samenwerking in strafzaken.

### Handvest van de grondrechten van de Europese Unie
In een aanvullend protocol bij het Verdrag van Lissabon (2007) is opgenomen dat voor twee landen, Polen en het Verenigd Koninkrijk, een uitzonderingsclausule geldt, wat meebrengt dat het Handvest van de grondrechten in deze lidstaten slechts gedeeltelijk van toepassing is. Het Handvest beschrijft de rechten en vrijheden van alle inwoners van de Europese Unie. Alle acties van Europese organen moeten getoetst worden aan het Handvest en ook nationale regeringen dienen zich er aan te houden. De opt-out voor Polen heeft ervoor gezorgd dat het Europees Gerechtshof geen jurisdictie heeft over het Poolse recht en er de facto dus niet gehandhaafd kan worden. Het initiatief kwam van de voormalige premier van Polen, Jaroslaw Kaczynski en zijn conservatieve partij Prawo i Sprawiedliwość (Recht en Rechtvaardigheid). Ze maakten duidelijk tegen gelijke behandeling van homoseksuele stellen te zijn en tegen het recht voor vrouwen om abortus te plegen. 

### Europees Defensiebeleid
Denemarken had vóór ratificatie van het EU oprichtingsverdrag een opt-out bedongen voor samenwerking bij het defensiebeleid. Dat is in 2022, naar aanleiding van de inval van Rusland in de hele Oekraïne (2020), op verzoek van Denemarken afgeschaft, nadat de Deense bevolking daar bij een referendum in grote meerderheid mee instemde.

## Andere regelingen met de mogelijkheid van uitzonderingen
Voorbeelden van andere verdragen met een opt-out regeling:
- Comprehensive Economic and Trade Agreement (CETA)
- Transatlantic Trade and Investment Partnership (TTIP)